# Венсан Лаффорг
Венсан Лаффорг (фр. Vincent Lafforgue; нар. 20 січня 1974, Антоні, О-де-Сен) — французький математик, фахівець з алгебраїчної геометрії і особливо за програмою Ленглендса. Співробітник CNRS та Інституту Фур'є. Брат лауреата Філдсовської премії Лорана Лаффорга.
Навчався у Паризькій Вищій нормальній школі. Учень Jean-Benoît Bost. З 1999 року співробітник CNRS. 2010 — 2016 роки в Інституті Дені Пуассона (Institut Denis Poisson). Потім в університеті Гренобля.

## Нагороди та визнання
- 1990: Конкур женераль
- 1990: Золота медаль, Міжнародна математична олімпіада
- 1991: Золота медаль, Міжнародна математична олімпіада
- 2000: Премія Європейського математичного товариства
- 2014: Prix Servant[fr]
- 2015: Срібна медаль Національного центру наукових досліджень
- 2018: Пленарна доповідь на Міжнародному конгресі математиків[3].
- 2019: Премія за прорив у математиці

## Доробок
- mit Nigel Higson, Georges Skandalis: Counterexamples to the Baum-Connes conjecture. Geom. Funct. Anal. 12 (2002), no. 2, 330–354.
- K-théorie bivariante pour les algèbres de Banach et conjecture de Baum-Connes. Invent. Math. 149 (2002), no. 1, 1–95.
- mit Jacob Fox, Michail Leonidowitsch Gromow, Assaf Naor und János Pach:  Overlap properties of geometric expanders. J. Reine Angew. Math. 671 (2012), 49–83.
- Chtoucas pour les groupes réductifs et paramétrisation de Langlands globale. J. Amer. Math. Soc. 31 (2018), 719–891.